# Dante Rezze
Dante Rezze (né le 27 avril 1963 à Lyon) est un coureur cycliste français, professionnel de 1986 à 1996.

## Biographie
Durant le Tour de France 1995, il est l'un des cinq coureurs impliqués dans la chute causant la mort de Fabio Casartelli. Basculant dans le ravin, Rezze souffre de contusions et abandonne le Tour.

## Palmarès
- 1986
  - Prologue du Tour de Luxembourg
  - 2e de Paris-Ézy
  - 3e du championnat de France des comités
- 1987
  - 6e de Bordeaux-Paris
- 1990
  - 2e du Tour du Piémont
  - 3e du Tour de la Haute-Sambre
- 1991
  - 7e du Tour de Lombardie
- 1992
  - 3e du Grand Prix du canton d'Argovie
  - 3e de la Classique des Alpes
- 1993
  - 3e du Trio normand

## Résultats sur les grands tours

### Tour de France
3 participations
- 1988 : 100e
- 1992 : hors délais (14e étape)
- 1995 : abandon (15e étape)

### Tour d'Italie
3 participations
- 1990 : non-partant (18e étape)
- 1993 : 117e
- 1994 : abandon (19e étape)

### Tour d'Espagne
1 participation
- 1991 : abandon (17e étape)